# Міддлсекс (округ, Массачусетс)
Шаблон:StateAbbr_ 42°27′33″ пн. ш. 71°16′32″ зх. д. / 42.459084° пн. ш. 71.275566° зх. д.
Округ Міддлсекс  (англ. Middlesex County) — округ (графство) у штаті Массачусетс, США. Ідентифікатор округу 25017.

## Історія
Округ Міддлсекс був створений Массачусетським Генеральним Судом 10 травня 1643 р. Міддлсекс спочатку складався з міст Чарльзтаун, Кембридж, Вотертаун, Садбері, Конкорд, Вобурн, Медфорд, Вейланд, і Редінг. Наприкінці 19 століття і на початку 20-го століття Бостон приєднав кілька сусідніх міст і населених пунктів, включаючи Чарльзтаун і Брайтон з графства Міддлсекс, що призвело до розширення графства Саффолк. Містечко Лексінгтон знамените тим, що це місце першого пострілу американської війни, в битві при Лексінгтоні 19 квітня 1775, як «Постріл почули по всьому світу», коли рознеслася звістка про революцію.

## Демографія
За даними перепису
2000 року

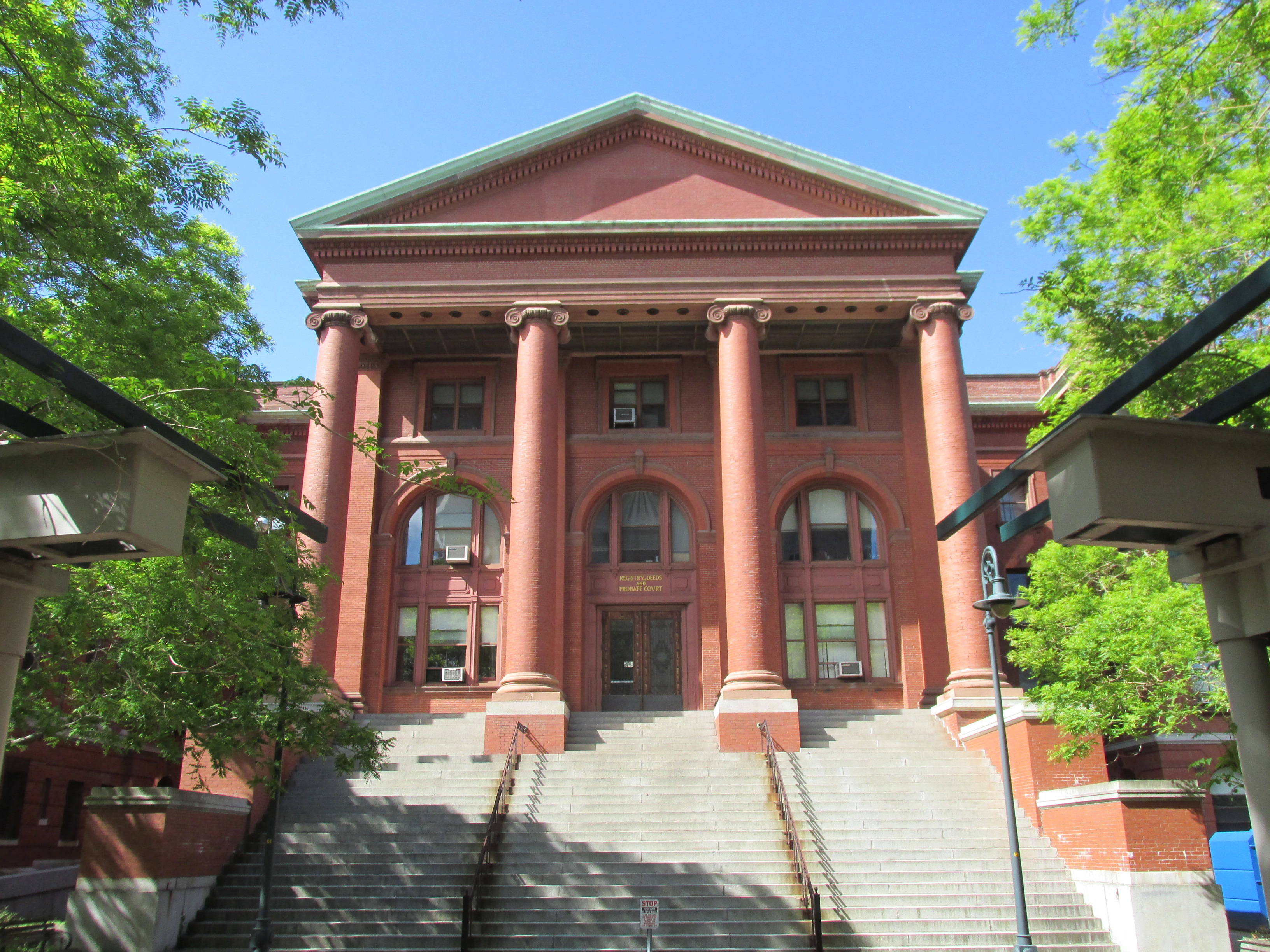

загальна кількість жителів округу становила 1465396 осіб, зокрема міського населення було 1416833, а сільського — 48563.
Серед мешканців округу чоловіків було 709048, а жінок — 756348. В окрузі було 561220 домогосподарств, 361076 родин, які мешкали в 576681 будинках.
Середній розмір родини становив 3,11.
Віковий розподіл населення поданий у таблиці:
| Стать    | До 15 років | 15-21 | 22-29 | 30-39  | 40-49  | 50-65  | 65-85 | Понад 85 |
| -------- | ----------- | ----- | ----- | ------ | ------ | ------ | ----- | -------- |
| Чоловіки | 142512      | 63198 | 85004 | 126617 | 112176 | 105146 | 67930 | 6465     |
| Жінки    | 136077      | 60966 | 85039 | 127850 | 117855 | 115649 | 94292 | 18620    |

## Географія
За даними Бюро перепису населення США, округ має загальну площу 847 квадратних миль (2190 км2), з яких 818 квадратних миль (2120 км2) займає суша і 29 квадратних миль (75 км2) (3,5 %) поверхня водойм. Це третє за величиною графство в штаті Массачусетс за площею.
Воно обмежене з південного сходу річкою Чарльз, і з його території витікають річки: Меррімак (англ. Merrimack), Нашуа, Конкорд та інші водні потоки.
Регіон «Метровест» (англ. MetroWest) містить більше половини від південної частини округу.

## Суміжні округи
- Гіллсборо, Нью-Гемпшир (англ. Hillsborough County) — північ
- Графства Ессекс (англ. Essex County) — північний схід
- Саффолк (англ. Suffolk County) — південний схід
- Норфолк (англ. Norfolk County) — південь
- Вустер (англ. Worcester County) — захід

## Виноски
1. ↑  Davis, William T. Bench and Bar of the Commonwealth of Massachusetts, p. 44. The Boston History Company, 1895.
2. ↑  U.S. Decennial Census. United States Census Bureau. Архів оригіналу за 26 квітня 2015. Процитовано 16 вересня 2014.
3. ↑  Historical Census Browser. University of Virginia Library. Архів оригіналу за 11 серпня 2012. Процитовано 16 вересня 2014.
4. ↑  Population of Counties by Decennial Census: 1900 to 1990. United States Census Bureau. Архів оригіналу за 28 квітня 2015. Процитовано 16 вересня 2014.
5. ↑  Census 2000 PHC-T-4. Ranking Tables for Counties: 1990 and 2000 (PDF). United States Census Bureau. Архів оригіналу (PDF) за 18 грудня 2014. Процитовано 16 вересня 2014.
6. ↑  State & County QuickFacts. United States Census Bureau. Архів оригіналу за 7 червня 2011. Процитовано 26 серпня 2013.(англ.) Наведено за англійською вікіпедією.
7. ↑  American FactFinder. Бюро перепису населення США. Архів оригіналу за 26 лютого 2012. Процитовано 31 січня 2008.
8. ↑  2010 Census Gazetteer Files. United States Census Bureau. 22 серпня 2012. Архів оригіналу за 14 вересня 2014. Процитовано 16 вересня 2014.

| США | Це незавершена стаття з географії США. Ви можете допомогти проєкту, виправивши або дописавши її. |